# Чемпіонат України з легкої атлетики 1998
Чемпіонат України з легкої атлетики 1998 серед дорослих був проведений з 31 липня по 2 серпня в Києві на НСК «Олімпійський».

## Основний чемпіонат

### Чоловіки
| Дисципліни                | Золото                                                                        | Золото     | Срібло                                                                                 | Срібло     | Бронза                                                                              | Бронза     |
| ------------------------- | ----------------------------------------------------------------------------- | ---------- | -------------------------------------------------------------------------------------- | ---------- | ----------------------------------------------------------------------------------- | ---------- |
| 100 метрів                | Анатолій Довгаль Харківська область                                           | 10,46      | Сергій Полінков Київ                                                                   | 10,53      | Віталій Сенів Івано-Франківська область                                             | 10,55      |
| 200 метрів                | Сергій Полінков Київ                                                          | 21,06      | Ростислав Местєчкін Черкаська область                                                  | 21,35      | Андрій Гавриленко Чернігівська область                                              | 21,70      |
| 400 метрів                | Роман Галкін Харківська область                                               | 46,25      | Андрій Твердоступ Харківська область                                                   | 46,59      | Ростислав Местєчкін Черкаська область                                               | 46,73      |
| 800 метрів                | Андрій Шокур Чернігівська область                                             | 1.50,35    | Віталій Карпік Київ                                                                    | 1.51,05    | Володимир Ковалик Івано-Франківська область                                         | 1.51,23    |
| 1500 метрів               | Сергій Лебідь Донецька область                                                | 3.39,95    | Ігор Ліщинський Донецька область                                                       | 3.43,41    | Михайло Іверук Рівненська область                                                   | 3.46,06    |
| 5000 метрів               | Максим Янішевський Дніпропетровська область                                   | 14.11,8h   | Сергій Русецький Вінницька область                                                     | 14.12,5h   | Валерій Деканенко Луганська область                                                 | 14.14,4h   |
| 10000 метрів              | Сергій Русецький Вінницька область                                            | 29.26,5h   | Максим Янішевський Дніпропетровська область                                            | 29.47,9h   | Олександр Гулеш Донецька область                                                    | 29.51,1h   |
| 110 метрів з бар'єрами    | Дмитро Колесніченко Рівненська область                                        | 13,77      | Володимир Білоконь Кіровоградська область                                              | 13,89      | Владислав Губа Дніпропетровська область                                             | 14,16      |
| 400 метрів з бар'єрами    | Роман Воронько Дніпропетровська область                                       | 51,56      | В'ячеслав Оринчук Вінницька область                                                    | 51,69      | Микола Булатецький Луганська область                                                | 51,85      |
| 3000 метрів з перешкодами | Сергій Редько Луганська область                                               | 8.41,53    | В'ячеслав Приходько Донецька область                                                   | 8.44,23    | Юрій Гичун Рівненська область                                                       | 8.44,94    |
| 4×100 метрів              | КиївСергій Осипенко Володимир Рибалка Сергій Гапон Сергій Полінков            | 41,36      | Запорізька областьОлександр Стрельцов Ігор Стрельцов Ігор Страх Вадим Лобанов          | 41,75      | Миколаївська областьРуслан Жмуцький Микола Тимченко Валерій Кисіль Андрій Клейменов | 42,40      |
| 4×400 метрів              | Харківська областьОлександр Кайдаш Андрій Твердоступ Євген Зюков Роман Галкін | 3.12,5h    | Донецька областьГригорій Савонов Богдан Баранецький Ігор Ліщинський Василь Кульбацький | 3.17,2h    |                                                                                     |            |
| Ходьба 20000 метрів       | Андрій Ковенко Вінницька область                                              | 1:27.40,4h | Леонід Мізернюк Волинська область                                                      | 1:29.27,1h | Олексій Шелест Сумська область                                                      | 1:30.30,8h |
| Стрибки у висоту          | В'ячеслав Тиртишник Київська область                                          | 2,20       | Руслан Стіпанов Хмельницька область                                                    | 2,15       | Юрій Шапчиць Херсонська область                                                     | 2,15       |
| Стрибки з жердиною        | В'ячеслав Шутєєв Харківська область                                           | 5,80       | Андрій Афонін Донецька область                                                         | 5,30       | Денис Юрченко Донецька область                                                      | 5,20       |
| Стрибки в довжину         | Роман Щуренко Дніпропетровська область                                        | 8,02       | Віталій Колпаков Київ                                                                  | 7,63       | Валерій Васильєв Сумська область                                                    | 7,43       |
| Потрійний стрибок         | Віталій Колпаков Київ                                                         | 16,81      | Юрій Осипенко Дніпропетровська область                                                 | 16,79      | Сергій Ізмайлов Полтавська область                                                  | 16,53      |
| Штовхання ядра            | Олександр Багач Київська область                                              | 21,00      | Юрій Білоног Одеська область                                                           | 20,60      | Василь Вірастюк Івано-Франківська область                                           | 19,21      |
| Метання диска             | Віталій Сидоров Київ                                                          | 62,73      | Кирило Чупринін Волинська область                                                      | 56,48      | Василь Петров Луганська область                                                     | 54,61      |
| Метання молота            | Владислав Піскунов Херсонська область                                         | 78,66      | Олександр Крикун Черкаська область                                                     | 76,11      | Вадим Грабовий Дніпропетровська область                                             | 75,54      |
| Метання списа             | Сергій Волочай Донецька область                                               | 69,48      | Юрій Присяжнюк Львівська область                                                       | 68,39      | Юрій Дроздов Донецька область                                                       | 67,14      |
| Десятиборство             | Володимир Михайленко Дніпропетровська область                                 | 7328       | Федір Лаухін Київ                                                                      | 7144       | Сергій Рябчун Харківська область                                                    | 7121       |

### Жінки
| Дисципліни                | Золото                                                                    | Золото   | Срібло                                                                           | Срібло   | Бронза                                                                             | Бронза   |
| ------------------------- | ------------------------------------------------------------------------- | -------- | -------------------------------------------------------------------------------- | -------- | ---------------------------------------------------------------------------------- | -------- |
| 100 метрів                | Анжела Кравченко Донецька область                                         | 11,19    | Ірина Пуха Київська область                                                      | 11,46    | Тетяна Лук'яненко Донецька область                                                 | 11,46    |
| 200 метрів                | Тетяна Лук'яненко Донецька область                                        | 23,31    | Анжела Кравченко Донецька область                                                | 23,42    | Тетяна Ткаліч Харківська область                                                   | 23,44    |
| 400 метрів                | Олена Рурак Дніпропетровська область                                      | 52,15    | Тетяна Мовчан Київська область                                                   | 52,47    | Ольга Міщенко Донецька область                                                     | 52,90    |
| 800 метрів                | Олена Буженко Харківська область                                          | 2.01,86  | Оксана Кочеткова Миколаївська область                                            | 2.03,61  | Світлана Твердохліб Дніпропетровська область                                       | 2.04,02  |
| 1500 метрів               | Олена Городничева Запорізька область                                      | 4.06,14  | Наталія Іванова Харківська область                                               | 4.15,83  | Наталія Сидоренко Донецька область                                                 | 4.15,83  |
| 5000 метрів               | Тетяна Біловол Одеська область                                            | 16.27,2h | Наталія Беркут Чернігівська область                                              | 16.31,5h | Наталія Лагункова Чернігівська область                                             | 16.33,0h |
| 10000 метрів              | Римма Дубовик Вінницька область                                           | 34.13,2h | Тетяна Гладир Миколаївська область                                               | 34.27,4h | Тетяна Зуєва Одеська область                                                       | 34.41,9h |
| 100 метрів з бар'єрами    | Олена Красовська Київ                                                     | 12,92    | Надія Бодрова Харківська область                                                 | 12,96    | Майя Шемчишена Одеська область                                                     | 13,10    |
| 400 метрів з бар'єрами    | Тетяна Дебела Дніпропетровська область                                    | 56,40    | Наталія Алексєєва Київська область                                               | 56,60    | Алла Оринчук Вінницька область                                                     | 56,99    |
| 2000 метрів з перешкодами | Тетяна Гладир Миколаївська область                                        | 6.34,01  | Анжеліка Аверкова АР Крим                                                        | 6.36,87  | Варвара Шесток АР Крим                                                             | 6.39,49  |
| 4×100 метрів              | УкраїнаАнжеліка Шевчук Тетяна Лук'яненко Анжела Кравченко Ірина Пуха      | 44,56    | Харківська область-1Оксана Гуськова Тетяна Ткаліч Наталія Мауріна Майя Шемчишена | 44,88    | Харківська область-2Євгенія Савіна Зоя Мауріна Юлія Ішкова Олена Пастушенко        | 46,32    |
| 4×400 метрів              | Харківська областьТетяна Ткаліч Наталія Мауріна Зоя Мауріна Олена Буженко | 3.36,0h  | Донецька областьМарина Макарова Олена Тернова Ірина Ліщинська Ольга Міщенко      | 3.38,6h  | Запорізька областьГалина Місірук Марина Земзюліна Світлана Романовська Юлія Кумпан | 3.39,4h  |
| Ходьба 10000 метрів       | Тетяна Рагозіна Полтавська область                                        | 44.01,0h | Віра Зозуля Тернопільська область                                                | 44.14,8h | Світлана Калитка Волинська область                                                 | 46.11,4h |
| Стрибки у висоту          | Ірина Михальченко Київ                                                    | 1,94     | Тетяна Ніколаєва Запорізька область                                              | 1,89     | Віта Стьопіна Запорізька область                                                   | 1,86     |
| Стрибки з жердиною        | Людмила Приходько Донецька область                                        | 3,80     | Наталія Калініченко Харківська область                                           | 3,70     | Євгенія Савіна Харківська область                                                  | 3,60     |
| Стрибки в довжину         | Олена Хлопотнова Харківська область                                       | 6,64     | Олена Шеховцова Київ                                                             | 6,56     | Оксана Деркач Вінницька область                                                    | 6,23     |
| Потрійний стрибок         | Олена Говорова Київ                                                       | 14,45    | Тетяна Котова Дніпропетровська область                                           | 14,19    | Оксана Деркач Вінницька область                                                    | 13,50    |
| Штовхання ядра            | Олена Дементій Київська область                                           | 16,28    | Надія Лукинів Івано-Франківська область                                          | 15,58    | Тетяна Насонова Харківська область                                                 | 15,00    |
| Метання диска             | Олена Антонова Дніпропетровська область                                   | 64,50    | Вікторія Бойко Донецька область                                                  | 58,23    | Ілона Захарченко Київ                                                              | 55,00    |
| Метання молота            | Ірина Мартиненко Київ                                                     | 61,60    | Ірина Секачова Київська область                                                  | 60,69    | Наталія Куницька Київ                                                              | 57,43    |
| Метання списа             | Надія Кобрин Донецька область                                             | 58,22    | Ольга Іванкова Харківська область                                                | 54,86    | Людмила Гаманюк Харківська область                                                 | 52,68    |
| Семиборство               | Людмила Коваленко Київська область                                        | 5773     | Юлія Акуленко Дніпропетровська область                                           | 5608     | Людмила Шевчук Харківська область                                                  | 5554     |

## Інші чемпіонати
Крім основного чемпіонату, протягом року в різних містах України також були проведені чемпіонати України в окремих дисциплінах легкої атлетики серед дорослих:
- 3 лютого — легкоатлетичні метання (диск, молот, спис) (Ялта)
- 7 березня — шосейна ходьба на 20 та 30 кілометрів серед чоловіків та на 10 кілометрів серед жінок (Євпаторія)

### Чоловіки
| Дисципліни               | Золото                            | Золото  | Срібло                                 | Срібло  | Бронза                            | Бронза  |
| ------------------------ | --------------------------------- | ------- | -------------------------------------- | ------- | --------------------------------- | ------- |
| Метання диска (зимовий)  |                                   |         | Олександр Скупський Запорізька область | 57,34   |                                   |         |
| Метання молота (зимовий) |                                   |         |                                        |         |                                   |         |
| Метання списа (зимовий)  |                                   |         |                                        |         |                                   |         |
| Ходьба 20 кілометрів     | Леонід Мізернюк Волинська область | 1:26.07 | Віталій Стецишин Львівська область     | 1:26.34 |                                   |         |
| Ходьба 30 кілометрів     | Віталій Попович Київська область  | 2:16.43 | Олексій Шелест Сумська область         | 2:16.49 | Володимир Сойка Львівська область | 2:18.09 |

### Жінки
| Дисципліни               | Золото                             | Золото | Срібло                            | Срібло | Бронза                             | Бронза |
| ------------------------ | ---------------------------------- | ------ | --------------------------------- | ------ | ---------------------------------- | ------ |
| Метання диска (зимовий)  |                                    |        |                                   |        |                                    |        |
| Метання молота (зимовий) |                                    |        |                                   |        |                                    |        |
| Метання списа (зимовий)  |                                    |        | Христина Сіпова Київ              | 54,84  |                                    |        |
| Ходьба 10 кілометрів     | Світлана Калитка Волинська область | 44.15  | Віра Зозуля Тернопільська область | 44.23  | Тетяна Рагозіна Полтавська область | 44.44  |